# مانويلا مارتيلي
مانويلا أبريل مارتيلي سلاموفيتش (بالإسبانية: Manuela Abril Martelli Salamovich)‏ هي ممثلة تشيلية ولدت في يوم 16 أبريل 1983 في مدينة سانتياغو عاصمة تشيلي. بدأت التمثيل في سنة 2003. ومثلت في فيلم ماتشوكا في سنة 2004 والحياة الجيدة في سنة 2008 وإل فوتشورو في سنة 2013. ومثلت في مسلسل فيروز في سنة 2010.